# أندريه فرنسيسكو برونو فيريرا
أندريه فرنسيسكو برونو فيريرا (15 يونيو 1990 بشنترين في البرتغال - ) هو لاعب كرة قدم برتغالي في مركز جناح ‏. لعب مع نادي ماريتيمو وAiginiakos F.C. ‏ وC.D. Portosantense ‏ وC.S. Marítimo B ‏ وC.D.R. Quarteirense ‏ ونادي بورتيمونينسي.

## وصلات خارجية
- أندريه فرنسيسكو برونو فيريرا على موقع قاعدة بيانات كرة القدم.إي يو (الإنجليزية)
- أندريه فرنسيسكو برونو فيريرا على موقع Soccerway.com (الإنجليزية)